# پبلاسین د سراتو
پبلاسین د سراتو (به اسپانیایی: Población de Cerrato) یک شهرستان در اسپانیا است که در استان پالنسیا واقع شده‌است.

## خصوصیات
پبلاسین د سراتو ۱۹ کیلومترمربع مساحت و ۱۳۳ نفر جمعیت دارد.